# Lewis River
Lewis River er en biflod til Snake River. Hele flodens forløb ligger inden for grænserne af Yellowstone National Park i staten Wyoming i USA. 

## Navn
Floden har sit navn efter Lewis Lake, som den passerer. Søen har igen sit navn efter den opdagelsesrejsende, Meriwether Lewis. Navnet fik den i forbindelse med en geologisk undersøgelse af området i 1872.

## Geografi
Floden har sit udspring i den sydlige ende af Shoshone Lake, og derfra flyder den mod syd omkring 7 km til den når Lewis Lake. På denne strækning af floden, som også kaldes Lewis River Kanalen, er det tilladt at sejle. 
På den anden side af Lewis Lake fortsætter floden i sydlig retning, hvor den stort set følger U.S. Highway 89 over en distance af omkring 23 km mod Snake River som floden når i nærheden af den sydlige indgang til nationalparken. Hele floden er altså kun ca. 30 km lang, men den er meget naturskøn. 
Floden har en række strømfald og et egentligt vandfald, Lewis Falls, hvor floden falder 9 meter.